# Takeda Takuma
Takuma Takeda (sinh ngày 12 tháng 10 năm 1995) là một cầu thủ bóng đá người Nhật Bản.

## Sự nghiệp câu lạc bộ
Takuma Takeda đã từng chơi cho Fagiano Okayama.